# Erythrotriorchis buergersi
Açor-d'ombros-castanhos ou açor-de-ombros-castanhos (Erythrotriorchis buergersi) é uma espécie de ave de rapina da família Accipitridae.
Pode ser encontrada nos seguintes países: Indonésia e Papua-Nova Guiné.